# Piedra Sola
Piedra Sola es una localidad uruguaya ubicada en el límite entre los departamentos de Paysandú y Tacuarembó, el cual coincide, en esa zona, con la vía férrea que une Montevideo y Rivera. El sector correspondiente al departamento de Paysandú forma parte del municipio de Tambores.

## Historia
Se formó alrededor de la Estación Piedra Sola, importante desde el punto de vista ferroviario porque une la línea norte Montevideo-Rivera y la línea litoral Montevideo-Paysandú-Salto, mediante el Ramal Piedra Sola que va hasta la Estación Tres Árboles.
El nombre de la estación se debe a que para su construcción se utilizaron sillares procedentes de una sola piedra, de la cual queda un resto declarado monumento histórico.
La localidad fue elevada oficialmente a la categoría de pueblo por Ley 13.167 del 15 de octubre de 1963.

## Población
Según el censo del año 2011 la localidad contaba con una población de 210 habitantes, de los cuales 122 pertenecen al departamento de Paysandú y 88 al de Tacuarembó.
| 250           | 324 | 286 | 240 | 211 | 210 |
| (Fuente: INE) |     |     |     |     |     |